# Deptford Bridge (DLR)
Deptford Bridge is een station van de Docklands Light Railway aan de Lewisham Branch. Het station is geopend in 1999.